# João António de Azevedo Coutinho Fragoso de Sequeira
João António de Azevedo Coutinho Fragoso de Sequeira GOTE • GCTE • GCC • GCIC (Alter do Chão, Alter do Chão, 3 de Fevereiro de 1865 – Lisboa, 7 de Dezembro de 1944), mais conhecido apenas por João de Azevedo Coutinho ou João Coutinho, foi um político, administrador colonial e militar da Armada Portuguesa, na qual atingiu o posto de contra-almirante honorário, que aos 25 anos foi um dos heróis africanos que foram proclamados Benemérito da Pátria pela Câmara dos Deputados das Cortes, pelo seu papel nas Campanhas de Conquista e Pacificação das colónias portuguesas de África. Foi deputado, governador-geral da colónia de Moçambique (1905–1906), Ministro da Marinha e Ultramar (1909-1910) e senador monárquico no Congresso da República (1925–1926). Monárquico convicto, foi lugar-tenente do rei D. Manuel II de Portugal quando este se encontrava no exílio após a implantação da República Portuguesa.

## Biografia
João António de Azevedo Coutinho Fragoso de Sequeira nasceu em Alter do Chão, Alter do Chão, filho de Manuel de Azevedo Coutinho Fragoso de Sequeira e de Maria Efigénia de Azevedo Coutinho da Gama Lobo Pinto Guedes, uma família com ligações aristocráticas.
Assentou praça na arma de Cavalaria do Exército Português a 13 de outubro de 1880, transferindo-se para a Armada a 10 de Novembro de 1882, com o posto de aspirante.
Em 1884 foi promovido ao posto de guarda-marinha. Em Fevereiro de 1885 foi colocado na Divisão Naval do Índico onde cumpriu o seu tirocínio obrigatório de 3 anos. Nesse período foi enviado em comissão de serviços para Moçambique onde se destacou nas operações de ocupação colonial, distinguindo-se pela bravura e capacidade de comando de tropas.
Comandou os iates navais Tungué e Lúrio e o vapor Auxiliar, com os quais, entre 1886 e 1888, para além das operações militares em que participou, conduziu diversos trabalhos hidrográficos, entre os quais o reconhecimento da costa entre Moginquale e Ponta Bajona e o levantamento hidrográfico das barras do rio Moginquale e do rio Muite em Infusse. Os resultados dos levantamentos por ele efectuados foram publicados pela Comissão de Cartografia da Marinha Portuguesa e pelo Almirantado Britânico. Como comandante do vapor Auxiliar, coadjuvou o então capitão-tenente João Augusto Botto no levantamento da planta da Baía de Lourenço Marques e dos acessos à Baía de Tungue.
Terminado o tirocínio, em janeiro de 1889 regressou a Portugal, mas logo em junho daquele mesmo ano foi nomeado para nova comissão em Moçambique. Esta nomeação deveu-se à organização de um corpo expedicionário que acompanhou António Enes com o objectivo de reduzir a pressão dos povos nativos e dos britânicos sobre Lourenço Marques e o sul do território.
Nesta sua segunda comissão, entre outras ações, comandou a canhoneira Cherim quando Serpa Pinto chegou a África com a missão de manter o domínio português na região do Chire e Ruo, nas vésperas do ultimato britânico de Janeiro de 1890. Foi o comandante da rendição de Chilomo e o pacificador do régulo Gambi, tendo imposto o domínio português na zona do Ruo ao Milange.
A sua acção em Moçambique levou a que 15 de janeiro de 1891, com apenas 25 anos de idade, no seu regresso a Lisboa fosse recebido em apoteose e proclamado, por decisão unânime das Cortes, como benemérito da Pátria. Ao longo da sua carreira foi agraciado com dois graus da Ordem Militar da Torre e Espada.
Foi ajudante de campo de D. Carlos I e de D. Manuel II e por várias vezes condecorado.
Em 1900 foi eleito deputado.
A 3 de Outubro de 1902 como Primeiro-Tenente da Armada e Governador da Zambézia, foi feito Grande-Oficial da Ordem Militar da Torre e Espada (Diário do Governo, n.º 227, 8 de Outubro de 1902).
Nessa altura fez a Campanha do Barué, cujas tropas percorreram três mil quilómetros, conseguindo a pacificação completa da região.
Foi nomeado governador-geral de Moçambique (1905–1906). A 31 de Dezembro de 1904 teve o Título de Conselho de Sua Majestade Fidelíssima como Capitão-Tenente da Armada e Governador-Geral da Província de Moçambique, nos termos do Art.º 9.º do Decreto de 1 de Dezembro de 1869 (proposta do Ministério da Marinha e Ultramar) (Diário do Governo, n.º 3, 4 de Janeiro de 1905).
A 9 de Fevereiro de 1908, após o regicídio que pôs termo ao reinado de D. Carlos I de Portugal, e até 16 de Abril de 1909, foi nomeado 53.º Governador Civil do Distrito de Lisboa, então um cargo de grande importância face ao clima insurreccional que se vivia na cidade. A 4 de Janeiro de 1909, sendo do Conselho de Sua Majestade Fidelíssima e Governador Civil do Distrito de Lisboa, por relevantes serviços prestados ao Estado, foi agraciado com a Grã-Cruz da Ordem Militar de Cristo (Diário do Governo, n.º 4, 7 de Janeiro de 1909).
Foi, por duas vezes, Ministro da Marinha e Ultramar (1909–1910) dos últimos governos da Monarquia Constitucional Portuguesa.
A implantação da República Portuguesa levou a que fosse reformado compulsivamente em 1910, no posto de capitão-de-fragata, já que se manteve fiel aos ideais monárquicos.
Chegou a fazer parte de uma conspiração monárquica que ocorreu em diversas cidades portuguesas a 21 de Outubro de 1913, conhecida por Primeira Outubrada, dirigido por ele em Lisboa, só que o golpe foi contido porque o governo tinha um infiltrado entre os conspiradores.
Em 1919, com Aires de Ornelas, foi um dos líderes da revolta que em Lisboa apoiou a Monarquia do Norte, participando activamente na tomada de Monsanto. Pela sua acção nestes incidentes que foi preso e exilado.
Tendo beneficiado de uma das amnistias concedidas aos monárquicos pelos governos da Primeira República Portuguesa, regressou a Portugal e em 1925 foi eleito senador no Congresso da República pelo círculo eleitoral de Portalegre, integrado nas listas monárquicas.
Mais tarde, liderou a Causa Monárquica e foi lugar-tenente em Portugal do ex-rei D. Manuel II de Portugal, exilado em Londres. Após a morte de D. Manuel II, acabou por se tornar um interlocutor privilegiado de António de Oliveira Salazar nas matérias respeitantes à Casa de Bragança-Saxe-Coburgo e Gota e aos seus bens em Portugal. A 3 de Agosto de 1932, ano da morte de D. Manuel II, foi condecorado com a Grã-Cruz da Ordem do Império Colonial e a 8 de Dezembro de 1939 foi elevado a Grã-Cruz da Ordem Militar da Torre e Espada.
Em 1942 foi solenemente integrado na Armada, e promovido a vice-almirante honorário. Foi então alvo de expressivas homenagens por parte do Estado Novo, nas quais se exaltou a sua vida cheia de episódios onde a coragem extrema, o respeito pelos adversários, o interesse pela cultura africana, a esclarecida capacidade e, sobretudo, o inflexível cumprimento dos deveres de fidelidade e de honra, sempre sobressaíram de forma invulgar.
A 7 de Março de 1970 procedeu-se ao lançamento ao mar da corveta NRP João Coutinho, da Marinha Portuguesa, assim denominada em sua homenagem.
Foi impressa uma nota de 50$00 de Moçambique com a sua imagem.

## Casamento e descendência
João de Azevedo Coutinho casou com Maria Inês de Barahona Caldeira de Castel-Branco (n. 25 de outubro de 1866), filha de Inácio Cardoso de Barros Castelo-Branco Barba Mouzinho e Mattos e de Maria José Barahona Fragoso Cordovil da Gama Lobo. Filhos:   
- Manuel de Azevedo Coutinho (1893–1915)
- Maria José de Azevedo Coutinho Caldeira de Castel-Branco (1896– ?), casada com Agostinho da Costa Cabral de Macedo, com geração.
- Francisco Eduardo Fragoso de Sequeira de Azevedo Coutinho (1901–1979), casado com Maria Antónia de Almeida e Noronha, representante do título de condessa de Peniche, marquesa de Angeja e condessa de Vila Verde. Com geração.

## Obras publicadas
- Do Nyassa a Pemba, Typog. da Companhia Nacional Editora (1893)
- A campanha do Barué em 1902, Typ. da Livraria Ferin, (1904);
- Valor e eficiência patriótica das missões católicas, Tip. Leitão (1934)
- O combate de Macequece (1935);
- As duas conquistas de Angoche (1935);
- Manuel António de Sousa: um capitão-mór da Zambézia, Divisão de Publicações e Biblioteca, Agência Geral das Colónias (1936)
- Memórias de Um velho Marinheiro e soldado de África (1941).